# Kucsiki Rukia
Kucsiki Rukia (朽木ルキア; Hepburn: Kuchiki Rukia) a Bleach című anime és manga egyik főszereplője, akit Kubo Tite alkotott meg. A sorozatban Rukia egy halálisten, aki a 13. Osztag hadnagya és Ukitake Dzsúsiró kapitány alárendeltje. Miközben egy lidércet üldöz, találkozik a sorozat főszereplőjével, Kuroszaki Icsigóval, aki olyan természetfeletti képességeket mutat, mint egy halálisten. A lidérccel vívott harcban azonban súlyosan megsérül, kénytelen lesz átadni erejét Icsigónak, hogy befejezze a küldetést. Icsigo ezáltal halálistenné válik.
Rukia volt az egyik legelső szereplő, akit Kubo megalkotott, az ő elgondolását használta fel a többi halálisten megjelenéséhez. A szereplő rajongói megítélése általában pozitív. Sokan dicsérik, hogy különbözik a többi sónen hősnőtől, legfőképp a többi szereplővel való kapcsolatában. Rukia rendszerint a második helyen van a Bleach népszerűségi listáján a Súkan Sónen Jump felméréseiben. Rukia megjelent az animén és mangán kívül négy mozifilmben, két OVA-ban és mindegyik Bleach videójátékban, illetve különböző plüssfigurák és dísztárgyak formájában.

## A szereplő megalkotása és az alapelgondolás
A Bleach Kubo Tite azon gondolatából született meg, hogy szeretett volna egy sinigamit, vagyis halálistent kimonóban megrajzolni, mely a későbbi sorozatban szereplő halálistenek alapmotívumává vált. Ebből kifolyólag Rukia lett a sorozat egyik legelsőnek megalkotott szereplője. Mielőtt eldöntötte volna, hogy minden halálisten karddal fog rendelkezni, Kubo eredetileg pisztolyokat szeretett volna szánni nekik, de Rukia egy kaszával rendelkezett volna. Azonban ezen szándéka megváltozott, amikor megalkotta a halálistenek kimonóját. Kubo nem úgy tekintett Rukiára, mint a sorozat főszereplőjére, ezért később megalkotta Kuroszaki Icsigót. Icsigo az első tervek szerint ugyanúgy fekete hajjal rendelkezett volna, mint Rukia, emiatt Kubónak módosítani kellett Icsigo megjelenésén a kettejük közti kontraszt megteremtéséhez, narancssárga hajat és mérges tekintetet kapott.
A szereplő nevének megválasztásakor Kubo, mivel Rukia úgy néz ki, mint egy sinigami, ezért egy olyan nevet akart számára, mely úgy hangzik, mint egy sinigami neve. A családnév esetében fontolgatta a „Kucsiru” (朽ちる, ’jelentése „korhad”’) nevet, mivel ez pont úgy hangzik, mint ahogy egy sinigami neve hangozhatna, végül a „Kucsiki” (朽木, ’jelentése „korhadt fa”’) mellett döntött. Hozzátette, hogy egyszer egy japán televízióban halott valamit, ami hasonlóan hangzott, mint „Kucsiki Rukia” és eléggé megkedvelte ahhoz, hogy névként használja. Rukia keresztneve annak eredményeképp született meg, hogy Kubo meghallotta a pillangóvirág latin nevét a televízióban és később megállapította, hogy a név valóban illik hozzá miután a latin szó, amiből a neve származik „fényt” jelent és Kubo úgy tekint rá, mint „egy fénysugár Icsigo számára”. A Shonen Jump kérdezte egy interjúban Kubótól, hogy Icsigót és Rukiát össze szeretné-e hozni egy párrá, de Kubo ezt nem erősítette meg, de nem is cáfolta. Miután megalkotta Rukia zanpakutóját, Kubo megjegyezte, hogy nagyon megkedvelte és a sorozat legszebb darabjának alkotta meg.
Amikor Kubót megkérték, hogy készítsen karácsonyi plakátot egy női szereplővel, először Rukiára gondolt, később változtatta meg Inoue Orihimére, mivel őt sokkal szimpatikusabbnak találta erre a feladatra. Azonban Kubo megjegyezte, hogy előzőleg már készített egy karácsonyi illusztrációt Rukiával és számos rajongó meg is kérte, hogy láthassa a képet. Ettől eltérően Kubo jobban kedveli Rukiát azokon a rajzokon, melyeken szomorú arckifejezéssel látható, mint amikor kivégzésére várt a mangában.
Az eredeti animesorozatban Orikasza Fumiko személyesíti meg. Az angol nyelvű változatban Michelle Ruff, míg a magyar nyelvű változatban Mezei Kitty kölcsönzi a hangját.

## A szereplő ismertetése

### Múltja
Rukia kisgyermekként halt meg és került a Lelkek Világába nővérével, Hiszanával. Hiszana szeretett volna gondoskodni Rukiáról, azonban a csecsemőre vigyázva nem tudta megoldani saját túlélését, ezért elhagyta Rukiát. Rukia felcseperedve összebarátkozott Abarai Rendzsivel és még három hasonló sorsú gyermekkel. A Lelkek Világa peremvidékének egyik legkeményebb vidékén nőttek fel, csak Rukia és Rendzsi élték meg az ifjúkort. Ketten elhatározták, hogy jelentkeznek a halálisten akadémiára, Rukiát rövidesen adoptálta a Kucsiki család. Az adoptálás előtt egy évvel Hiszana, a család fejének, Kucsiki Bjakujának felesége meghalt. Halála előtt férjétől azt kérte, hogy keresse meg és fogadja be testvéreként Rukiát. Hiszana bűntudatot érzett húga elhagyása miatt, ezért szerette volna, ha Rukia a nemesi Kucsiki család tagjává válik, abból kifolyólag is, hogy nem tudott a családdal való kapcsolatáról. Bjakuja megtartotta a szavát és testvérének fogadta Rukiát, de Hiszana titkát csak az után árulta el, hogy Rukia kivégzését Icsigo megakadályozta.
Mikor Rukia bekerült a 13. Osztagba, képességei kiváló jelöltté tették egy magas rangú pozíció elfoglalására. Azonban Bjakuja, hogy megkímélje őt a veszélyes feladattól, kapitányi befolyásával elérte, hogy Rukiát alkalmatlanná nyilvánítsák a pozíció betöltésére. Az Osztagban Rukia összebarátkozott hadnagyával, Siba Kaiennel, akivel együtt edzettek. Egy küldetés alkalmával Kaien fölött egy lidérc vette át az irányítást és Rukia megölte Kaient, hogy megvédje magát. Halála előtt Kaien bocsánatot kért Rukiától, amiért hagyta, hogy a lidérc hatalmába kerítse és emiatt ilyen helyzetbe hozta őt. Rukia visszatért Kaien testével a Siba családhoz, de nem volt képes összeszedni bátorságát és elmondani, hogyan halt meg addig, míg nem tudta meg, hogy mi történt Hiszanával.

### Kapcsolatai és személyisége
Mivel nem volt képes megakadályozni hadnagya, Kaien halálát, Rukiát bűntudat gyötri, mely az egész sorozatban kihat cselekedeteire. Mivel azonnal végzett a lidérc által megszállt Kaiennel, anélkül, hogy talált volna módot a megmentésére, úgy érzi, hogy a saját életét fontosabbnak tartotta Kaienénál. Az egyetlen vigasz számára, hogy megmentette őt egy lidérc uralma alól. Ez a lelkiismeret-furdalásos magatartása továbbszáll az Icsigóval való kapcsolatára is. Amikor Rukiát bebörtönzik és Icsigo súlyos sérüléseket szenved egy kiszabadítására tett kísérletben, úgy érzi, hogy Icsigo halála elkerülhető lett volna, ha sohasem találkozik vele, s elveszti életének minden értelmét és beletörődik a rá kiszabott halálos ítéletbe.
Köszönhetően annak, hogy sok időt tölt Icsigo mellett, Rukia kezdi megérteni a fiú belső világát. Segíthet neki leküzdeni a kételyeit, megmutatva, hogy képes véghezvinni a kitűzött feladatot, még ha maga Icsigo másként gondolja is. Rukia kapcsolata Icsigóval meglehetősen egyedi, mivel viszonylag keveset tudnak egymásról, de mindketten igaz barátként tekintenek a másikra, megbízhatnak egymásban, és megértik a másik érzéseit. Rukia egy képzett „színésznő”, a kínos helyzetekből is könnyen kivágja magát. Eljátszva a szegény, ártatlan lány szerepét, képes másokat a pártjára állítani vagy elterelni a figyelmet bizarr tetteiről egy teljesen más témára. Rukia gyakran nem mutatja ki személyes érzéseit még a barátai előtt sem.
Egy visszatérő humoros elem a sorozatban Rukia rajztudása, pontosabban annak hiánya. Amikor Rukia magyaráz valamit, leggyakrabban Icsigónak, gyengén megrajzolt vicces képekkel szemlélteti a témát. A témától függetlenül Rukia rajzai sokkal közelebb állnak medvéhez, nyúlhoz, mókushoz, tanukihoz vagy más tipikus erdei állathoz, mint amit szeretne ábrázolni, s Icsigo mindig rámutat a hiányosságokra, kiérdemelve egy tockost és/vagy egy graffitit az arcára.

### A sorozatban való szereplésének áttekintése
Rukia egy lidérc üldözése közben találkozik először Icsigóval, aki a legtöbb emberrel ellentétben látja őt. Amikor azonban a lidérccel vívott harc közben súlyosan megsérül, Rukia kénytelen átadni halálisteni erejét Icsigónak, aki képes lesz végezni a lidérccel és megvédeni Rukiát, illetve a saját családját. Bár Rukia erejének csak felét szándékozta átadni Icsigónak, a fiú nagy lélekereje azonban az egészet magába szívta, emiatt Rukia annyira legyengül, hogy nem tud visszamenni a Lelkek Világába. Míg vissza nem tér az ereje, Rukia beilleszkedik az emberek közé, Icsigóval együtt jár iskolába, közben felkészíti őt új halálisteni életére. Mivel Rukia hosszas távollétében nem adott magáról jelet a Lelkek Világa felé, két halálistent, Kucsiki Bjakuját és Abarai Rendzsit küldik érte, akik megkeresik és erőszakkal visszaviszik őt. Visszatérve a Lelek Világába Rukiát halálra ítélik, mivel súlyos bűnt követett el azzal, hogy egy embernek adta át az erejét. Icsigónak, barátai és pártfogó halálistenek segítségével, végül sikerül megakadályoznia a kivégzést, és Rendzsi biztonságba helyezi Rukiát.
A megmentése közben Aizen Szószuke és cinkosai avatkoznak közbe. Aizen szándékosan időzítette Rukia kivégzésének idejére, hogy felfedje, mi is rejtőzik Rukia lelkébe zárva. A Lélekbontó gömb (Hógjoku) egy rendkívül erős eszköz, melyet Urahara Kiszuke alkotott meg és helyezett Rukia lelkébe. A Lélekbontó gömb képes halálisteni erőt és öntudatot adni a lidérceknek, s ezért akarja magáénak tudni Aizen. Abban reménykedett, hogy a kivégzés során hozzáférhetővé válik, azonban a kivégzés meghiúsult, ezért egy más, biztos módot választott. Aizen egyszerűen kitépte a lány testéből a gömböt, majd szövetségeseivel távozott a Lelkek Világából. A Lélekbontó gömb segítségével Aizen egy arrancarokból álló hadsereget állít fel, majd Icsigót és az emberi világot veszi célba. Rukia a Lelkek Világában visszanyeri erejét, majd más halálistenekkel együtt a támadó arrancarokkal veszi fel a harcot, azonban miután Aizen sikeresen elfogatja Inoue Orihimét, visszarendelik a Lelkek Világába.
A parancs ellenére Rendzsivel Icsigóék után megy Hueco Mundóba, hogy kiszabadítsák Orihimét. Las Noches palotájába érve Rukia a 9-es espadával Aaroniero Arruruerie-vel kerül szembe, aki Kaien testét birtokolja. Elszomorítja, hogy mégsem mentette meg egykori mentorát a lidérc uralma alól, ahogy korábban hitte, de sikerül végeznie Aaronieróval. Rukia súlyosan megsérül a harc alatt, s addig nem is képes talpra állni, míg nem érkezik erősítés a Lelkek Világából, s meg nem gyógyítják sebeit. Később segít Icsigónak az Ulquiorra Schifferrel vívott harcában, megtámadva és feltartóztatva a maradék arrancart a szükséges erősítés megérkezéséig. Aizen legyőzése és Icsigo halálisteni képességeinek elvesztése után minden kapcsolat megszűnik kettejük között, mivel Icsigo már nem képes érzékelni őt többé. Tizenhét hónappal később Rukia már mint a 13. Osztag hadnagya tér vissza segíteni Icsigo halálisteni erejének visszaszerzésében.

### Képességei és készségei

Rukia kardja sikai fokozatának „első tánca”

Mikor Rukia a sorozat elején halálisteni erejének jelentős részét átadja Icsigónak az egyetlen képessége a kidó (kötési mágia) marad, melyet azonban csak komoly korlátok mellett, mind erősségben, mind sokoldalúságban visszafogottan használhat. Kidó technikáit megbénításra, gyógyításra és támadásra használja. Visszatérve a Lelkek Világába, Rukia teljesen visszanyeri korábbi erejét, újra a régi teljesítményével használja mágiáit, sőt számos mágiát használhat gyorsan egymás után vagy két mágiát egy időben.
Rukia zanpakutója a Kristályhó leple (袖白雪; Szode no Sirajuki; Hepburn: Sode no Shirayuki; „ujjas fehér hó”), egy hófehér kard hosszú szalaggal a markolatnál, amely a legszebb lélekölő kard a Lelkek Világában. A Zanpakutó: A helyettes történet fejezetben a Kristályhó leple egy Juki-onnához hasonló emberi alakot ölt, aki az eredeti animében Szonozaki Mie hangján szólalt meg.
A Kristályhó leple a jeget használja a támadásokhoz, mindegyik támadóképessége Rukia egy-egy „tánca”. Az első tánc, fehérhold (初の舞・月白; szome no mai, cukisiro; Hepburn: some no mai, tsukishiro) megjelöl egy kör alakú területet Rukia célpontja körül és megfagyaszt mindent a körön belül a talajtól fel egészen az égig. A második tánc, hóvihar (次の舞・白漣; cugi no mai, hakuren; Hepburn: tsugi no mai, hakuren) során egy masszív jégförgeteg indul a Kristályhó leple pengéjéből, mely jégbe zárja az ellenfelet. A harmadik tánc, fehér kard (参の舞・白刀; szan no mai, sirafune; Hepburn: san no mai, shirafune) Rukia harmadik technikája, csak akkor használja, ha kardja eltörik. Ekkor jégrészecskékkel újrakovácsolja azt, miközben áthatol bármin, ami útjába esik és lefagyaszt mindent a közelében. Negyedik technikája csak az animében volt látható. A fehér fa (樹白; Dzsuhaku; Hepburn: Juhaku) használatakor Rukia ledöfi kardját a földbe és létrehoz egy jégösvényt a kívánt irányba.

## Megjelenése a manga- és animesorozaton kívül

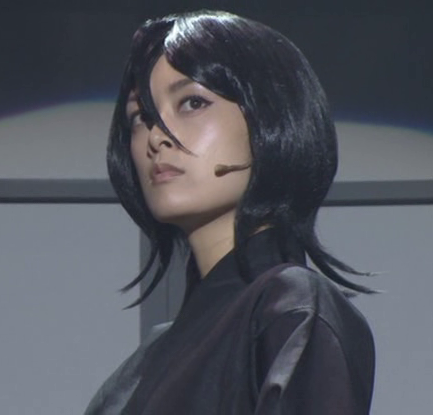
Szató Miki mint Rukia a Bleach musicalben

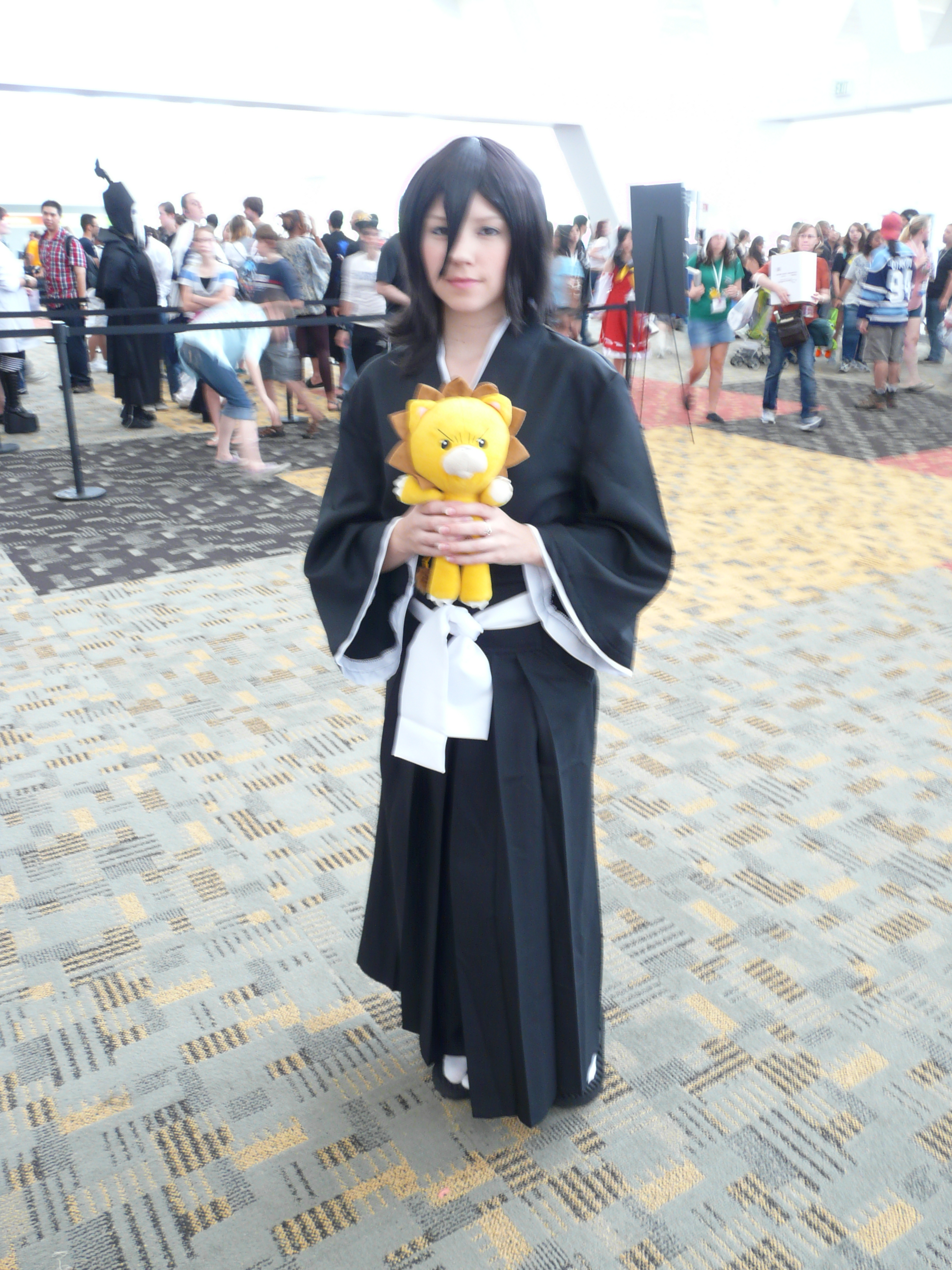
Rukiának öltözött cosplayes Konnal a kezében

Rukia számos helyen megjelent az anime- és a mangasorozaton kívül. Szereplője mind a négy egész estés mozifilmnek. A Bleach: Elveszett emlékekben halálisten táraival harcol a Sötétek ellen, a Bleach: A gyémántpor lázadásban segít felkutatni Hicugaja Tósirót. Rukia a harmadik, a Bleach: Homályos emlékek című mozifilmben a központi szereplő lesz. A filmben Rukiát különös idegenek rabolják el, kitörlik emlékezetét és később „Sötét Rukiává” változtatják. A mozifilmeken kívül Rukia megjelenik még mindkét OVA-ban is, az Emlékek az esőben és a Lezárt kard őrülete című kisfilmekben. A Bleach alapján készült rock musicalben Szató Miki játssza. A Bleach videójátékok közül Rukia minden játékban, köztük a Bleach: Heat the Soulban vagy a Bleach: Blade Battlersben, játszható karakter. Néhány játékban emberi és halálisteni formája külön karakterekként is elérhető, míg a Heat the Soul 6-ban és Heat the Soul 7-ben Sötét Rukiával is játszhatunk.

## Kritikák és a szereplő megítélése
Rukia magas helyezést ért el a Súkan Sónen Jump népszerűségi felmérésein, mind a négy a sorozattal kapcsolatos felmérés során az első öt legnépszerűbb szereplő között volt. Az első két felmérésen a második helyet foglalta el Icsigo után, míg a harmadik felmérésen a harmadik helyre csúszott vissza, helyét Hicugaja Tósiró foglalta el. 2008 elején újra második legnépszerűbb szereplőnek szavazták meg, 383 szavazattal lemaradva az első helyen végzett Hicugaja Tósiró után. Rukia lélekölő kardja, a Kristályhó leple a második helyen végzett a zanpakutók népszerűségi felmérésén. A RecoChoku japán zeneforgalmazó 2008-ban és 2009-ben felmérést készített arról, hogy melyik animeszereplővel szeretnének házasodni az emberek. Rukia negyedik helyen végzett „a szereplő, akit menyasszonyomnak szeretnék” kategóriában a 2009-es felmérésen. A japán Newtype magazin 2007-es felmérésén Rukia minden anime legnépszerűbb női szereplőjének bizonyult. Az Anime Grand Prix felméréseken kétszer is szerepelt és az egyik legnépszerűbb női animeszereplőnek szavazták meg.
Rukia népszerűségére való tekintettel számos őt ábrázoló reklámtermékek, így kulcstartók, plüssbábuk, és dísztárgyak kerültek forgalomba. Orikasza Fumiko, Rukia japán szinkronhangja kedvelte Rukia karakterének fejlődését a sorozat előrehaladtával és harcát az arrancarok ellen, s hősnek nevezte bemutatkozása során. Azonban lehangolódott, amikor Rukiát az első arrancar legyőzése után Grimmjow hirtelen leszúrta. Michelle Ruff, Rukia angol szinkronhangja egy „túlélőnek” találta őt, mivel kezdeti magányosságából ki tudott törni és tisztelni kezdte az embereket. Emellett kedveli, ahogy Rukia harcol, de megjegyezte, hogy megmérettetés a szereplő hangját adni sokszínű jellemvilágának köszönhetően. Michelle Ruff a 2009-es SPJA Industry Awards-on „a legjobb szinkronszínész (angol)” kategóriában első helyen díjazták Rukia alakításáért. Rukia a „legjobb női szereplő” kategória győztese volt, díjazva megjelenését a Bleach: Elveszett emlékekben.
Számos, a mangával, animével, videójátékokkal és egyéb, a sorozathoz kapcsolódó médiával foglalkozó publikációk dicsérték, illetve bírálták Rukia karakterét. Bár Chris Beveridge, a Mania Entertainment újságírója tipikusnak nevezte Rukia bemutatkozását a sorozat elején, dicsérte Icsigóra és az osztálytársaira gyakorolt hatását. Melissa Harper az Anime News Networktől dicsérettel illette a Rukia és a sztereotipikus sónen hősnők közti különbséget, hangoztatva, hogy amikor Rukia elvesztette erejét és kénytelen volt Icsigóra támaszkodni, „egy kitűnő dráma és humorforrás volt a sorozatban”. Az IGN „meghatóan gyönyörűnek” nevezte azt a jelenetet, amikor Rukia kénytelen elhagyni Icsigót és erőszakkal viszik vissza a Lelkek Világába, emellett dicsérettel fogadta Rukia fejlődését az emberek világában töltött ideje alatt. Theron Martin (ANN) kritikával fogadta az ezután következő megjelenését a Lelkek Világában cselekvőképtelensége miatt. Véleménye szerint tehetetlensége „irritáló volt ahhoz képest, hogy milyen erős szereplő volt a sorozat elején”.

## Fordítás
Ez a szócikk részben vagy egészben a Rukia Kuchiki című angol Wikipédia-szócikk ezen változatának fordításán alapul.  Az eredeti cikk szerkesztőit annak laptörténete sorolja fel. Ez a jelzés csupán a megfogalmazás eredetét és a szerzői jogokat jelzi, nem szolgál a cikkben szereplő információk forrásmegjelöléseként.